# Auferstehungskirche (Kindberg)

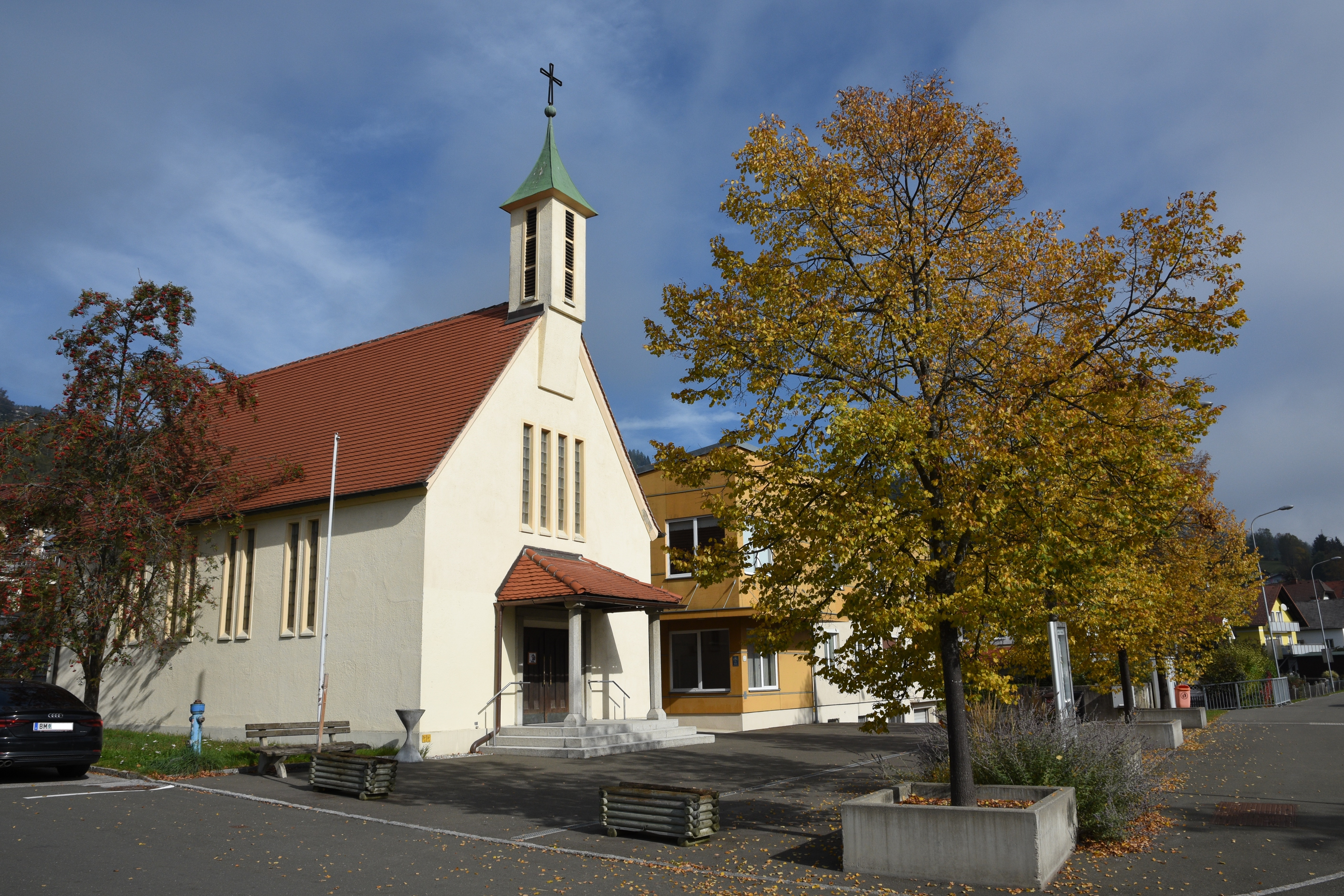
Die Auferstehungskirche in Kindberg

Die Auferstehungskirche ist eine Kirche in Kindberg im politischen Bezirk Bruck-Mürzzuschlag in der Steiermark. Sie gehört zur Evangelischen Superintendentur A. B. Steiermark der Evangelischen Kirche A. B. in Österreich.

## Geschichte
Nachdem es 1899 hinsichtlich der gemischtkonfessionell genutzten Georgibergkirche bei Kindberg zu Spannungen gekommen war, wurde 1900 die evangelische Pfarrgemeinde Mürzzuschlag als selbständige Pfarrei gegründet, der Kindberg als Filialgemeinde zugeordnet wurde. 1946 wurde sie selbständige Gemeinde, aber erst 1952 bis 1953 erfolgte unter Pfarrer Oskar Sakrausky – von 1968 bis 1983 Bischof der Evangelischen Kirche A.B. in Österreich – nach den Vorgaben des 1951 verabschiedeten Rummelsberger Programms der Bau der Auferstehungskirche. Der Entwurf stammt vom Architekten F. Kerschdorfer aus Klagenfurt, der einen einfachen Saalbau in anspruchslosen Bauformen mit giebelseitigem Dachreiter errichtete. Der ansonsten schlichte Innenraum ist durch Wandpfeiler strukturiert, die auf Konsolen die Verstrebungen des Dachstuhls tragen. 1961 entstand neben der Kirche der Neubau des Pfarrhauses.
1968 erhielt die Kirche als Geschenk der St.-Salvatoris-Kirche im norddeutschen Geesthacht eine Orgel.
Seit 2018 ist die Kirchengemeinde Kindberg mit Mürzzuschlag zusammengefasst.